# Цензура (психоаналіз)
Цензура — у психоаналізі це психічна сутність, яка заперечує несвідомим бажанням доступ до свідомості. Ці бажання можуть досягти свідомості лише в модифікованому або спотвореному чи замаскованому вигляді. Концепція цензури була використана Зигмундом Фрейдом переважно в тлумаченні снів.

## Значення та концептуальні зміни у творчості Фрейда
Фрейд вперше використав термін цензура 21 грудня 1897 року в листі до Вільгельма Фліса. Він писав: «Ви коли-небудь бачили іноземну газету, яка пройшла російську цензуру на кордоні? Слова, цілі речення і фрази закреслені так, що решта незрозуміла». Якщо моменти контролю зовнішньої інформації все ще відіграють тут роль, Фрейд кілька років потому писав у зв'язку зі спотворенням сновидінь:
У схожому становищі перебуває політичний публіцист, який змушений говорити неприємну правду можновладцям. Якщо він скаже їх відверто, правитель придушить його висловлювання... . Письменник змушений боятися цензури, тому він стримує і спотворює висловлення своєї думки. Залежно від сили і чутливості цієї цензури, він змушений або просто дотримуватися певних форм образи, або говорити натяками, а не прямо, або приховувати своє образливе послання за нешкідливим, на перший погляд, маскуванням, ... . Чим суворіша цензура, тим більше маскування, тим більше гумористичних засобів, які, тим не менш, виводять читача на слід справжнього змісту.
Фрейд любив використовувати терміни з соціального життя і політики, які він переніс в індивідуальну психологію. У соціології та масовій психології, що зароджувалися в його час, з одного боку, і неоабсолютизмі, з іншого, особливо в Австрії, Фрейд припускав аналогію між соціальними явищами та індивідуальною психологією. Подібною концептуалізацією в рамках психоаналізу є професія, яка вказує на військові аналогії, або концепція психічних інстанцій (структурна модель психіки) у контексті теми, яка демонструє більше юридичних аналогій, див. також концепції латентності та концепції опору в психології та політиці. Зокрема, термін опір також вживається Фрейдом у зв'язку з цензурою, наприклад, коли Фрейд говорить про опір цензурі. Цензура є ослабленою формою опору репресіям. Фрейд пояснює це ослаблення витіснення «вилученням катексису з усіх інтересів життя» через бажання спати. Центральне значення концепції цензури Фрейда також випливає з того факту, що цензура впливає на все, що Фрейд мав на увазі щодо вільної асоціації, і перешкоджає цьому. — Маріо Ердгайм визнає реальне досягнення Фрейда в оволодінні власними фантазіями влади та величі на основі самоаналізу.
Ще в 1914 році у своїй праці «Про введення в нарцисизм» Фрейд почав ототожнювати цензуру з моральною свідомістю. Пізніше це спонукає його приписати цензуру суперего у своїй другій тематичній моделі. Фрейд, таким чином, приймає ідеї психіки та морального лікування.